# Erica tubercularis
Erica tubercularis är en ljungväxtart som beskrevs av Richard Anthony Salisbury. Erica tubercularis ingår i släktet klockljungssläktet, och familjen ljungväxter. Inga underarter finns listade i Catalogue of Life.